# Ayoze Pérez
Ayoze Pérez Gutiérrez (Santa Cruz de Tenerife, Canarias, 29 de julio de 1993) es un futbolista español que juega como delantero en el Villarreal C. F. de la Primera División de España.

## Trayectoria

### C. D. Tenerife
Criado en el barrio de María Jiménez, ubicado en el distrito de Anaga, dentro del municipio de Santa Cruz de Tenerife. Su vinculación con este enclave costero ha sido destacada en medios locales como parte de su identidad y trayectoria deportiva. En sus primeros años inició su carrera futbolística en las categorías inferiores del Club Deportivo San Andrés hasta la categoría alevín. Tras un breve paso por la U. D. Santa Cruz, continuó su formación en la cantera del C. D. Tenerife, llegando al primer filial en la temporada 2011-12, en la Tercera División. Debutó en el primer equipo, entonces en la Segunda División B, al año siguiente, jugando 16 partidos y marcando un gol en la temporada 2012-13.
Ayoze jugó su primer partido profesional el 18 de agosto de 2011, en una derrota por 1 - 0 como visitante contra la A. D. Alcorcón. Anotó su primer gol en la "categoría de plata" el 29 de septiembre, en la victoria por 1 - 0  en casa ante el Real Madrid Castilla. El 23 de marzo del año siguiente Ayoze anotó el primer hat-trick de su carrera, a partir de una goleada de 5 - 0 contra la S. D. Ponferradina.

### Inglaterra
El 5 de junio de 2014 se unió al Newcastle United de la Premier League, club que pagó la totalidad de la cláusula de rescisión de contrato, unos 2 millones de euros.
Tras cinco años en el Newcastle United, el 4 de julio de 2019 se hizo oficial su fichaje por el Leicester City.

### Regreso a España
El 31 de enero de 2023 llegó al Real Betis Balompié en calidad de cedido hasta final de la temporada 2022-23. Debutó esa misma semana ante el R. C. Celta de Vigo en el que era también su primer partido en la Primera División de España. En total disputó 59 partidos en un año y medio como verdiblanco en los que marcó quince goles.
El 13 de agosto de 2024 fue traspasado al Villarreal C. F. y firmó por cuatro temporadas.

## Selección nacional
El 5 de junio de 2024 hizo su debut con la selección de España en un amistoso ante Andorra, en el que marcó un gol y dio una asistencia, y dos días después fue convocado para participar en la Eurocopa 2024, torneo que consiguieron ganar.

### Participaciones en Eurocopas
| Copa          | Sede     | Resultado | Partidos | Goles |
| ------------- | -------- | --------- | -------- | ----- |
| Eurocopa 2024 | Alemania | Campeón   | 1        | 0     |

### Goles internacionales
| N.º | Fecha                   | Estadio                               | Rival     | Gol | Resultado | Competición                         |
| --- | ----------------------- | ------------------------------------- | --------- | --- | --------- | ----------------------------------- |
| 1   | 5 de junio de 2024      | Estadio Nuevo Vivero, Badajoz, España | Andorra   | 1-0 | 5-0       | Amistoso                            |
| 2   | 15 de noviembre de 2024 | Parken Stadion, Copenhague, Dinamarca | Dinamarca | 0-2 | 1-2       | Liga de Naciones de la UEFA 2024-25 |

## Estadísticas

### Clubes
Actualizado al último partido disputado el 18 de mayo de 2025.
| Club                              | Div.          | Temporada     | Ligas nacionales | Ligas nacionales | Ligas nacionales | Copas nacionales | Copas nacionales | Copas nacionales | Copas internacionales | Copas internacionales | Copas internacionales | Total | Total | Total  |
| Club                              | Div.          | Temporada     | Part.            | Goles            | Asist.           | Part.            | Goles            | Asist.           | Part.                 | Goles                 | Asist.                | Part. | Goles | Asist. |
| --------------------------------- | ------------- | ------------- | ---------------- | ---------------- | ---------------- | ---------------- | ---------------- | ---------------- | --------------------- | --------------------- | --------------------- | ----- | ----- | ------ |
| C. D. Tenerife "B" · España       | 3.ª           | 2011-12       | 18               | 6                | 0                | 2                | 0                | 0                | —                     | —                     | —                     | 20    | 6     | 0      |
| C. D. Tenerife "B" · España       | 3.ª           | 2012-13       | 17               | 5                | 0                | 4                | 3                | 0                | —                     | —                     | —                     | 21    | 8     | 0      |
| C. D. Tenerife "B" · España       | Total club    | Total club    | 35               | 11               | 0                | 6                | 3                | 0                | —                     | —                     | —                     | 41    | 14    | 0      |
| C. D. Tenerife · España           | 2.ª B         | 2012-13       | 16               | 1                | 0                | —                | —                | —                | —                     | —                     | —                     | 16    | 1     | 0      |
| C. D. Tenerife · España           | 2.ª           | 2013-14       | 34               | 16               | 7                | 1                | 0                | 0                | —                     | —                     | —                     | 35    | 16    | 7      |
| C. D. Tenerife · España           | Total club    | Total club    | 50               | 17               | 7                | 1                | 0                | 0                | —                     | —                     | —                     | 51    | 17    | 7      |
| Newcastle United F. C. Inglaterra | 1.ª           | 2014-15       | 36               | 7                | 0                | 3                | 0                | 0                | —                     | —                     | —                     | 39    | 7     | 0      |
| Newcastle United F. C. Inglaterra | 1.ª           | 2015-16       | 34               | 6                | 2                | 3                | 0                | 0                | —                     | —                     | —                     | 37    | 6     | 2      |
| Newcastle United F. C. Inglaterra | 2.ª           | 2016-17       | 36               | 9                | 7                | 5                | 3                | 0                | —                     | —                     | —                     | 41    | 12    | 7      |
| Newcastle United F. C. Inglaterra | 1.ª           | 2017-18       | 36               | 8                | 5                | 1                | 2                | 0                | —                     | —                     | —                     | 37    | 10    | 5      |
| Newcastle United F. C. Inglaterra | 1.ª           | 2018-19       | 37               | 12               | 2                | 4                | 1                | 2                | —                     | —                     | —                     | 41    | 13    | 4      |
| Newcastle United F. C. Inglaterra | Total club    | Total club    | 179              | 42               | 16               | 16               | 6                | 2                | —                     | —                     | —                     | 195   | 48    | 18     |
| Leicester City F. C. Inglaterra   | 1.ª           | 2019-20       | 33               | 8                | 4                | 7                | 0                | 1                | —                     | —                     | —                     | 40    | 8     | 5      |
| Leicester City F. C. Inglaterra   | 1.ª           | 2020-21       | 25               | 2                | 1                | 7                | 1                | 0                | 4                     | 0                     | 1                     | 36    | 3     | 2      |
| Leicester City F. C. Inglaterra   | 1.ª           | 2021-22       | 14               | 2                | 3                | 2                | 0                | 0                | 9                     | 1                     | 2                     | 25    | 3     | 5      |
| Leicester City F. C. Inglaterra   | 1.ª           | 2022-23       | 8                | 0                | 1                | 5                | 1                | 0                | —                     | —                     | —                     | 13    | 1     | 1      |
| Leicester City F. C. Inglaterra   | Total club    | Total club    | 80               | 12               | 9                | 21               | 2                | 1                | 13                    | 1                     | 3                     | 114   | 15    | 13     |
| Real Betis Balompié · España      | 1.ª           | 2022-23       | 19               | 3                | 1                | —                | —                | —                | 2                     | 1                     | 0                     | 21    | 4     | 1      |
| Real Betis Balompié · España      | 1.ª           | 2023-24       | 31               | 9                | 1                | 1                | 0                | 0                | 6                     | 2                     | 1                     | 38    | 11    | 2      |
| Real Betis Balompié · España      | Total club    | Total club    | 50               | 12               | 2                | 1                | 0                | 0                | 8                     | 3                     | 1                     | 59    | 15    | 3      |
| Villarreal C. F. · España         | 1.ª           | 2024-25       | 30               | 19               | 2                | 2                | 3                | 2                | —                     | —                     | —                     | 32    | 22    | 4      |
| Villarreal C. F. · España         | Total club    | Total club    | 30               | 19               | 2                | 2                | 3                | 2                | 0                     | 0                     | 0                     | 32    | 22    | 4      |
| Total carrera                     | Total carrera | Total carrera | 424              | 113              | 36               | 47               | 14               | 5                | 21                    | 4                     | 4                     | 492   | 131   | 45     |

### Hat-tricks
| 1 | 23 de marzo de 2014   | Estadio Heliodoro Rodríguez López, Santa Cruz de Tenerife | C. D. Tenerife - S. D. Ponferradina        |  | 5 - 0 | Segunda División 2013-14 |
| 2 | 20 de abril de 2019   | St James' Park, Newcastle upon Tyne                       | Newcastle United F. C. - Southampton F. C. |  | 3 - 1 | Premier League 2018-19   |
| 3 | 25 de octubre de 2019 | St Mary's Stadium, Southampton                            | Southampton F. C. - Leicester City F. C.   |  | 0 - 9 | Premier League 2019-20   |
| 4 | 29 de octubre de 2024 | Estadio Municipal de Sa Pobla, La Puebla                  | U. D. Poblense - Villarreal C. F.          |  | 1 - 6 | Copa del Rey 2024-25     |

## Palmarés

### Títulos nacionales
| Título                       | Club                   | País       | Año     |
| ---------------------------- | ---------------------- | ---------- | ------- |
| Football League Championship | Newcastle United F. C. | Inglaterra | 2016-17 |
| FA Cup                       | Leicester City F. C.   | Inglaterra | 2020-21 |
| Community Shield             | Leicester City F. C.   | Inglaterra | 2021    |

### Títulos internacionales
| Título   | Club                | Sede     | Año  |
| -------- | ------------------- | -------- | ---- |
| Eurocopa | Selección de España | Alemania | 2024 |

### Distinciones individuales
| Distinción                                        | Año  |
| ------------------------------------------------- | ---- |
| Jugador del mes de Segunda División (marzo)       | 2014 |
| Equipo de la temporada de Segunda División        | 2014 |
| Jugador revelación de Segunda División            | 2014 |
| Mejor centrocampista ofensivo de Segunda División | 2014 |
| Mejor deportista del año de Tenerife              | 2014 |